# WWF Superstars (videogioco 1991)
WWF Superstars è un videogioco di tipo picchiaduro sul Wrestling professionistico uscito nel 1991 sul Game Boy, pubblicato da LJN. È basato sul vecchio show della WWE con lo stesso nome cioè WWF Superstars of Wrestling. Questo videogioco è il primo titolo della WWF uscito per Game Boy.
Il gioco fu seguito da WWF Superstars 2, che fu pubblicato nel 1992 da Acclaim Entertainment.

## Modalità di gioco
Tutti i wrestler hanno le stesse mosse, con l'eccezione delle mosse finali personali. Le mosse comprendono i movimenti d'attacco (Pugni e Calci), i Bodyslam, le prese, i Ground Attack (Elbow o Knee Drop), gli Irish Whip e i Flying Turnbuckle.
Una volta che un giocatore sceglie un lottatore, deve sconfiggere gli altri quattro in una serie di partite per essere chiamato WWF Champion. Al termine, il giocatore ottiene un quadro ritratto della sua superstar scelta.

## Roster
- The Ultimate Warrior
- Hulk Hogan
- Randy Savage
- Ted DiBiase
- Mr. Perfect